# Veye Tatah

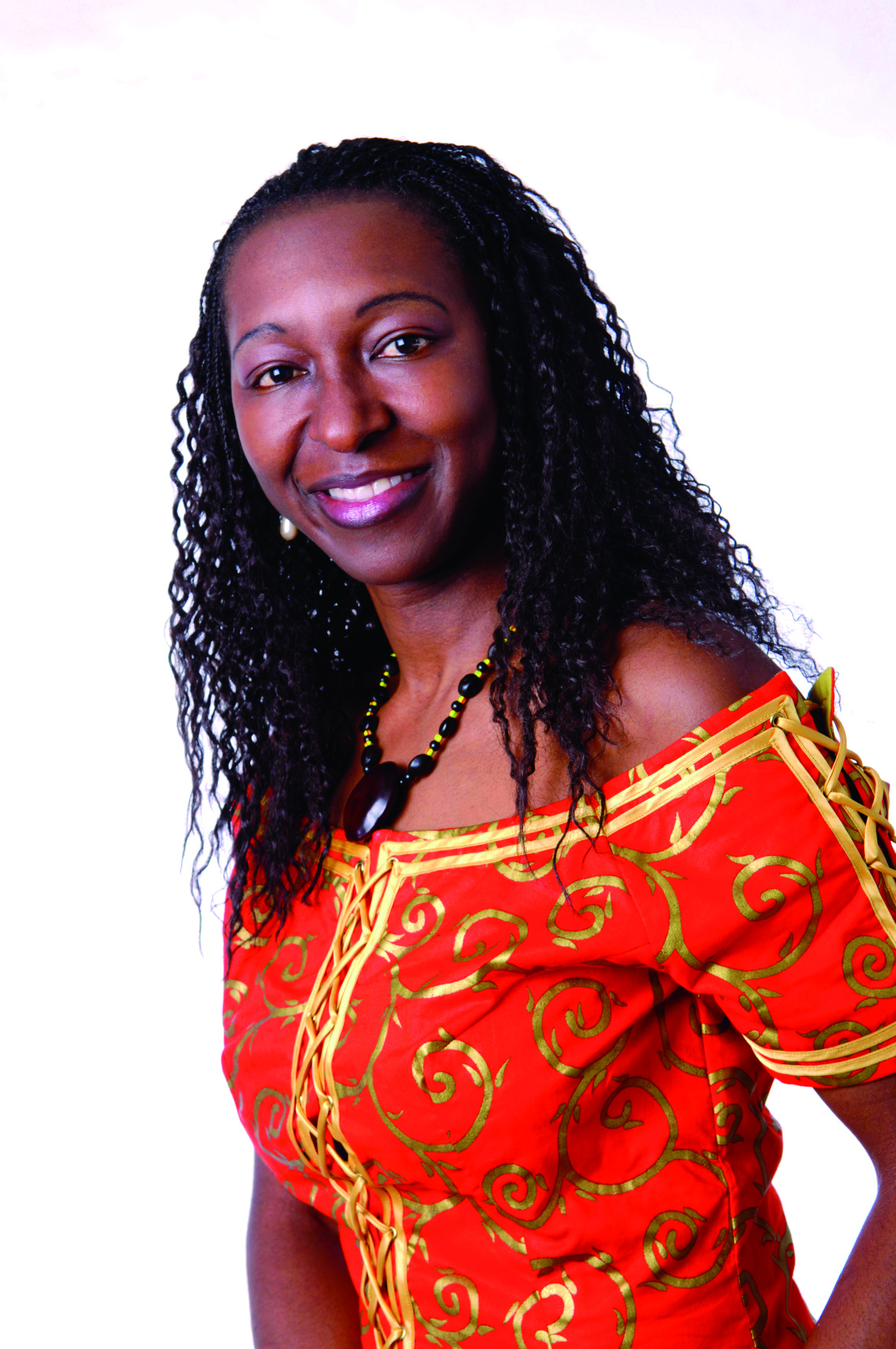
Veye Wirngo Tatah

Veye Wirngo Tatah (* 14. Juli 1971) ist eine kamerunische Informatikerin, Journalistin und ehrenamtliche Chefredakteurin des Magazins Africa Positive. Sie ist besonders durch ihr Engagement für eine positive Sicht der afrikanischen Länder und ihre Ablehnung der Opferrolle für Afrikaner in der öffentlichen Diskussion hervorgetreten.

## Leben
Tatah wurde in Kamerun geboren. Seit 1991 lebt sie in Deutschland. Nach einem Informatikstudium arbeitete sie  sechseinhalb Jahre als wissenschaftliche Mitarbeiterin an der Fakultät für Informatik der TU Dortmund. Sie ist selbstständig in den Bereichen IT-Beratung und Entwicklung, Projektmanagement und interkulturelle Kommunikation. Außerdem ist sie Inhaberin des Catering-Unternehmens Kilimanjaro Food.
Mit zahlreichen Projekten, wie etwa dem Afro-Lern- und Integrationsmobil Afro-LIM, dem Afrikanischen Frauennetzwerk oder der Jugendorganisation Africa Positive Youths setzt sie sich für Integration und Völkerverständigung ein.
Am 25. Februar 2010 erhielt Tatah das Bundesverdienstkreuz am Bande des Verdienstordens der Bundesrepublik Deutschland. Die Auszeichnung erhielt sie für ihr besonderes soziales Engagement.